# Daniel Arzani
Daniel Arzani (ur. 4 stycznia 1999 w Chorramabadzie) – australijski piłkarz pochodzenia irańskiego występujący na pozycji ofensywnego pomocnika, skrzydłowego lub napastnika w australijskim klubie Melbourne Victory FC oraz reprezentacji Australii. Uczestnik Mistrzostw Świata 2018.

## Kariera klubowa
Daniel Arzani urodził się 4 stycznia 1999 w Chorramabadzie. W wieku sześciu lat wyemigrował z rodziną do Australii. Gdy miał 10 lat, ojciec zapisał go do lokalnej drużyny na wschodnich przedmieściach Sydney, Coogee United. W 2015 roku przeprowadził się do Canberry, by wziąć udział w FFA Centre of Excellence, programie rozwoju talentów w Australian Institute of Sport. W 2015 roku rozpoczął występy w młodzieżowej drużynie Sydney FC. W 2016 roku przeniósł się do Melbourne City FC, gdzie również występował w młodzieżowej drużynie. 6 stycznia 2018 otrzymał powołanie na mecz seniorskiej drużyny z Wellington Phoenix FC, asystując przy dwóch bramkach Rossa McCormacka. W 2018 otrzymał medal Harrego Kewella dla najlepszego australijskiego piłkarza do lat 23.
9 sierpnia 2018 Manchester City F.C. wykupił Arzaniego z Melbourne City FC z zamiarem wypożyczenia piłkarza do Celtic F.C.. Umowa dwuletniego wypożyczenia została sfinalizowana 17 sierpnia 2018. Latem 2020 Arzani został wypożyczony do FC Utrecht. 26 stycznia 2021 udał się na kolejne wypożyczenie, tym razem do Aarhus GF. W sezonie 2021/22 był wypożyczony do belgijskiego Lommel SK.
W lipcu 2022 Arzani został zawodnikiem Macarthur FC. Rok później podpisał dwuletni kontrakt z Melbourne Victory FC.

## Kariera reprezentacyjna
Arzani występował w młodzieżowych reprezentacjach Australii. Był powołany do kadry na Igrzyska Olimpijskie 2020, na których rozegrał 3 spotkania.
W pierwszej reprezentacji zadebiutował 1 czerwca 2018 w wygranym 4:0 meczu towarzyskim z Czechami. W 84. minucie tego spotkania zastąpił Mathew Leckiego. Pierwszą bramkę w kadrze strzelił 9 czerwca 2018 w wygranym 2:1 meczu towarzyskim z Węgrami. Arzani znalazł się w kadrze na mistrzostwa świata w 2018. W wieku 19 lat został najmłodszym uczestnikiem rosyjskiego mundialu, na którym rozegrał 3 spotkania.